# Hard (пісня Ріанни)
«Hard» (укр. Міцний горішок) — другий сингл барбадоської співачки Ріанни з її четвертого студійного альбому Rated R, випущений 10 листопада 2009 року.

## Трек-лист
The Remixes — Digital EP
1. «Hard» (Jump Smokers Radio Edit) — 3:10
2. «Hard» (Chew Fu Granite Fix Radio Edit) — 3:43
3. «Hard» (Jody den Broeder Radio Edit) — 3:30
4. «Hard» (Jump Smokers Extended) — 3:36
5. «Hard» (Chew Fu Granite Fix Extended) — 5:27
6. «Hard» (Jody den Broeder Club Remix) — 6:43
7. «Hard» (Jody den Broeder Dub) — 6:45